# Nikolaï Stankevitch
Nikolaï Vladimirovitch Stankévitch (en russe Николай Владимирович Станкевич) est un philosophe, poète et écrivain russe né le 27 septembre 1813 (9 octobre dans le calendrier grégorien) à Ouderevka (Gouvernement de Voronej, Russie) et décédé le 25 juin 1840 (7 juillet dans le calendrier grégorien) à Novi Ligure (Royaume de Piémont-Sardaigne), principalement connu pour le cercle qu’il regroupa autour de lui et qui porte son nom, qui influença durablement l’intelligentsia moscovite, et pour sa correspondance épistolaire avec certains de ses membres, notamment Constantin Aksakov, Mikhaïl Bakounine, Vissarion Belinsky et Vassili Botkine.

## Biographie

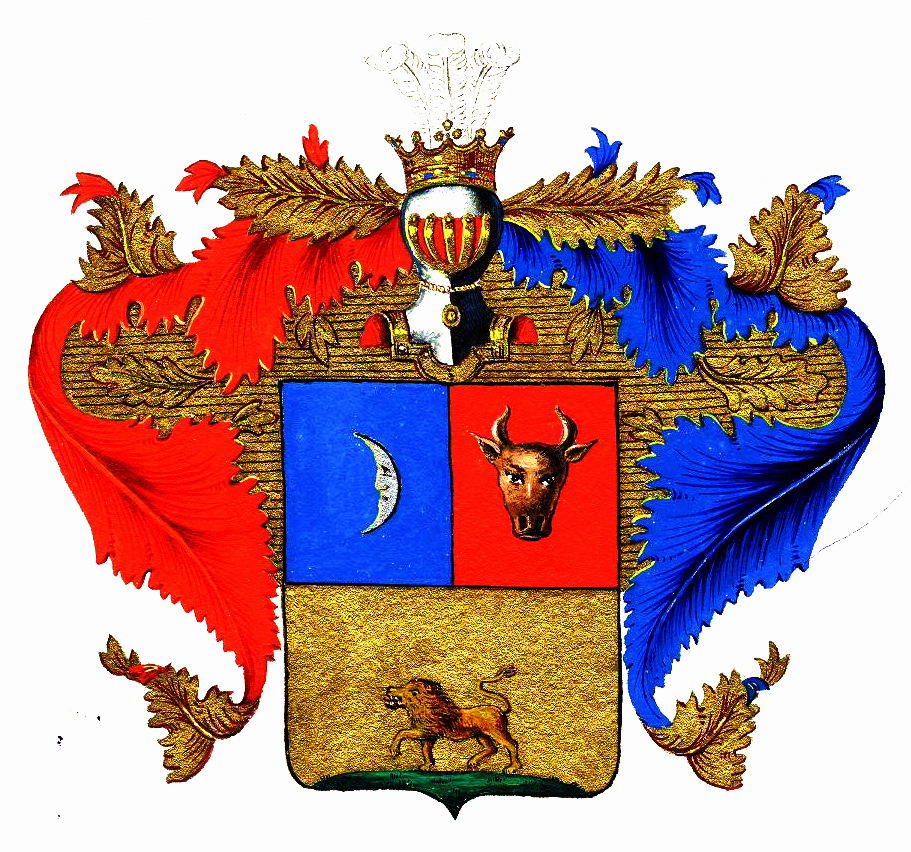
Armoiries de la famille Stankévitch

Fils et héritier de nobles fortunés, Nikolaï Stankévitch est l’ainé d’une fratrie de neuf enfants ; son plus jeune frère est Alexandre Stankévitch, également écrivain. La famille Stankévitch possède un riche domaine dans le district d’Ostrogojsk, donné par Catherine II au grand-père de Nikolaï, d’origine serbe, pour services rendus dans les campagnes de Prusse et de Pologne.
Nikolaï entame sa scolarité à Ostrogojsk, et la continue au pensionnat de jeunes nobles de Voronej. Il publie en 1829 dans le journal pétersbourgeois Babotchka (Le Papillon), à l’âge de seize ans, ses premiers poèmes, d’inspiration patriotique, et se noue d’amitié avec le poète Alexeï Koltsov dont il devient le mécène.
À partir de 1830 il poursuit  des études de lettres, à l’université d’État de Moscou. Il publie cette année une tragédie historique en vers, Vassili Chouïski. Dès 1831 il constitue le cercle qui jouera un grand rôle dans la diffusion des idées philosophiques occidentales en Russie. Il en profite pour présenter Kolstov, monté avec lui à Moscou, à Belinsky, et l’introduire dans les milieux littéraires moscovites ; il fait publier leurs  poèmes dans la Literatournaïa gazeta (Gazette littéraire).
Sous l’influence de son professeur Mikhail Grigoriévitch Pavlov, chez qui il est en pension, il s’intéresse à la philosophie de Schelling. Il fait ensuite la rencontre de Nikolaï Nadejdine, qui lui fait partager sa vision artistique, avant de se familiariser avec l’esthétisme romantique allemand. 
En 1834 Nikolaï Stankévitch obtient son diplôme, et part servir à Voronej comme garde d’honneur ; cependant le désir de s’accomplir le fait rentrer à Moscou dès 1835. Il collabore alors au côté de Biélinski à la revue Le Télescope, qui ferme en 1836 sur ordre de Nicolas Ier. Il se passionne également à cette époque pour la philosophie de Hegel avec Michel Bakounine. Il fait de fréquents séjours à Priamoukhino, la propriété des Bakounine, et noue une liaison avec la sœur de celui-ci, Liouva.
Malade de la tuberculose, Stankévitch fait un premier séjour dans le Caucase, puis passe trois semaines à la station thermale de Karlovy Vary en 1837. Il réside ensuite à proximité, à Berlin où son cercle se perpétue, et où il s’imprègne davantage de la pensée de Hegel. La maladie poursuit cependant son cours, et lors d’un séjour en Italie, Nikolaï Stankévitch meurt à l’âge de vingt-six ans, en 1840, à Novi Ligure, auprès d’une autre sœur de Bakounine, Barbara, dont il s’est rapproché après la mort de Liouva en 1838, due également à la tuberculose.

## Le Cercle de Stankévitch
À partir de 1831, Nikolaï Stankévitch crée un cercle dont feront partie à ses débuts  Januarius Névérov et Ivan Kliouchnikov, notamment. Après le départ de Névérov en 1833, et jusqu’en 1837, le cercle atteint son apogée avec les participations de Constantin Aksakov, Vissarion Belinsky, Ossip Bodianski, Alexandre Efremov ou Timofeï Granovski. 

« Le cercle de Stankévitch se distinguait par l’indépendance d’opinion, la liberté à l’égard de toute autorité […]. Ce cercle, tout en étant libre penseur, n’aimait ni la fronde, ni le pseudo-libéralisme, dans la crainte sans doute de cette insincérité, de cette prétention qu’il haïssait plus que tout. »

Les réunions s’y tenaient dans un esprit démocratique, et mêlaient roturiers (Alexeï Koltsov, Vissarion Belinsky) et nobles (Michel Bakounine, Vassili Botkine) sans distinction. 
Le départ de Stankévitch pour Karlovy Vary puis Berlin est un coup dur pour le cercle, qui se perpétue tout de même jusqu’à la mort de Stankévitch en 1840, malgré les dissensions entre Bélinsky et Bakounine, puis se disperse entre le cercle Herzen – Ogarev et le cercle des Slavophiles (avec notamment Aksakov). Stankévitch, de son côté, fait de nouvelles rencontres à Berlin, comme Ivan Tourgueniev (auteur d’une « Note sur Stankévitch ») et Alexandre Herzen, et y recroise ou reçoit des membres moscovites comme Granovski, présent à Berlin avant l’arrivée de Stankévitch.
Le cercle eut une grande influence sur la littérature et l’enseignement académique, et permit une ouverture aux pensées des philosophes occidentaux, particulièrement allemands (Hegel, Fichte et Schelling), à un moment marqué par la répression du mouvement décembriste de 1825, où la philosophie n’était plus enseignée en Russie. Cette réussite est surtout due à la personnalité de Nikolaï Stankévitch, sa modestie et ses dons tant d’orateur que d’épistolier en ayant fait un inspirateur intellectuel pour toute une jeune génération.